# Douglas (Cork)
Douglas (irl. Dúglas) – przedmieście miasta Cork (hrabstwo Cork) w Irlandii, liczy ponad 20 tys. mieszkańców (2011).